# I Love You (álbum de Megumi Nakajima)
I love you es el primer álbum original de estudio de la cantante japonesa Megumi Nakajima, lanzado al mercado el día 9 de junio del año 2010 bajo el sello Victor Entertainment.

## Detalles
Este álbum como indicó la misma Megumi contiene doce canciones o "cartas de amor" para cada mes. Incluye nuevas canciones y algunas de sus sencillos previos.
La presentación de este álbum fue de tres formas distintas, la primera incluía un disco extra con canciones de varios animes en los que había participado Megumi, más un DVD donde se presentaba el video musical se Sunshine Girl, Jellyfish no Kokuhaku y el Making of “I love you”. La segunda fue un CD con siete tracks de I love you (a un menor costo) y la última fue el CD con los 12 tracks principales.
Megumi participa por primera vez en la escritura de algunos de los temas que componen este álbum. Del mismo modo muchas de las canciones de este álbum fueron utilizadas para algunas series o comerciales como Sorairo Love Letter, y las de sus previos sencillos, de igual forma la canción Watashi ni Dekiru Koto fue usada como la segunda canción de cierre de la serie Kobato al igual que Jellyfish no Kokuhaku fue la primera.
Este álbum debutó en la posición número #8 en Oricon el primer día de ventas.
Lista de canciones

| Número de Catálogo: VTCL-60197 (Solo CD) |                                                     |                                   |                    |                    |          |  |
| N.º                                      | Título                                              | Letras                            | Música             | Arreglos           | Duración |  |
| 1.                                       | «Shining on»                                        | Kanako Kato                       | Ryosuke Shigenaga  | Koji Miyashita     | 4:54     |  |
| 2.                                       | «Raspberry Kiss»                                    | Megumi Nakajima & Kanako Kato     | Ryosuke Shigenaga  | Tatoo              | 4:10     |  |
| 3.                                       | «Yubisaki no Ame (ゆびさきの雨?)»                   | Goro Matsui                       | Etsuko Yamakawa    | Etsuko Yamakawa    | 5:00     |  |
| 4.                                       | «Sunshine Girl»                                     | Daichi Hayakawa & Megumi Nakajima | Daichi Hayakawa    | Daichi Hayakawa    | 4:51     |  |
| 5.                                       | «Sorairo Love Letter (空色ラブレター?)»             | Kanako Kato                       | Ryosuke Shigenaga  | Koji Miyashita     | 4:31     |  |
| 6.                                       | «Call Me»                                           | Megumi Nakajima                   | Takuya Watanabe    | Takuya Watanabe    | 4:52     |  |
| 7.                                       | «Jellyfish no Kokuhaku (ジェリーフィッシュの告白?)» | Yūho Iwasato                      | Dan Miyakawa       | Dan Miyakawa       | 4:13     |  |
| 8.                                       | «Be MYSELF»                                         | Haruyuki                          | Yoshimasa Fujisawa | Yoshimasa Fujisawa | 4:51     |  |
| 9.                                       | «white heart rhythm»                                | Shin Furuya                       | Ryosuke Shigenaga  | Masaki Iehara      | 4:11     |  |
| 10.                                      | «Tenshi ni Naritai (天使になりたい?)»               | Haruyuki                          | Ryosuke Shigenaga  | Ryo                | 4:29     |  |
| 11.                                      | «Watashi ni Dekiru Koto (わたしにできること?)»      | Dan Miyakawa                      | Dan Miyakawa       | Dan Miyakawa       | 5:12     |  |
| 12.                                      | «Nostalgia (ノスタルジア?)»                         | Haruyuki                          | Ryosuke Shigenaga  | Keita Kawaguchi    | 4:17     |  |
| 55:31                                    |                                                     |                                   |                    |                    |          |  |

Lista de canciones (CD Bonus Sencillo de 8cm)

| N.º   | Título                                          | Letras         | Música        | Arreglos               | Duración |  |
| 1.    | «Lion -Ranka ver.- (ライオン -ランカver.-?)»    | Gabriela Robin | Yoko Kanno    | Yoko Kanno             | 5:06     |  |
| 2.    | «After The Heart Rain»                          | Seiji Miura    | Kohei Tsunami | Itaru Takeshi Fujisawa | 4:38     |  |
| 3.    | «Sugao de Fall in Love (素顔でフォーリンラブ?)» | Saori Kodama   | Yoko Minami   | BY-P                   | 4:07     |  |
| 4.    | «Tártaros (タルタロス?)»                        |                |               |                        | 5:01     |  |
| 18:54 |                                                 |                |               |                        |          |  |

## Apariciones de otras pistas
- "Jellyfish no Kokuhaku" fue parte de la compilación Kobato. O.S.T.1 Haru no Utakata para el anime Kobato.
- "Watashi ni Dekiru Koto" fue parte de la compilación Kobato. O.S.T.2 Sakura Saku Koro para el anime Kobato.
- "After The Heart Rain" fue parte del álbum Idol Attack para el anime Basquash! (realizado por Pony Canyon).
- "Sugao de Fall in Love" fue parte del álbum Kampfer Character Song Album para el anime Kampfer (realizado por Lantis).
- "Tartaros" ha sido usada como canción para la versión japonesa del videojuego Tartaros online.

- Datos: Q5229923